# Oxid xenoničelý
Oxid xenoničelý (XeO4) je žlutá, krystalická, silně nestabilní sloučenina vzácného plynu xenonu s kyslíkem. Molekula má tvar tetraedru. Oxid xenoničelý je jedním z pěti známých oxidů s prvkem v nejvyšším oxidačním čísle (ještě jsou známy oxid osmičelý, rutheničelý, iridičelý a hassičelý).
Její explozivní rozklad nastává při teplotě -35,9 °C, který je zároveň její sublimační teplotou a teplotou tání.
{\displaystyle {\mathsf {XeO_{4}\ \to \ Xe+2\,O_{2}}}}
Oxid xenoničelý se rozkládá na xenon a kyslík.

## Metody přípravy
Sloučeninu lze připravit například reakcí pevného xenoničelanu barnatého Ba2XeO6 se studenou koncentrovanou kyselinou sírovou za vzniku síranu barnatého, přičemž jako přechodná sloučenina vzniká nejprve kyselina xenoničelá (přesněji tetrahydrogenxenoničelá) H4XeO6, která se okamžitě dále rozpadá podle rovnice:
{\displaystyle {\mathsf {Ba_{2}XeO_{6}+2\,H_{2}SO_{4}\ \to \ 2\,BaSO_{4}+H_{4}XeO_{6}}}}
{\displaystyle {\mathsf {H_{4}XeO_{6}\ \to \ 2\,H_{2}O+XeO_{4}}}}
Další možnou metodou přípravy je disproporcionace xenonanů na xenoničelan a xenon:
{\displaystyle {\mathsf {2\,XeO_{4}^{2-}\ \to \ XeO_{6}^{4-}+Xe+O_{2}}}}.
Jinou uváděnou reakcí je oxidace xenonanů ozonem:
{\displaystyle {\mathsf {2\,XeO_{4}^{2-}+4\,e^{-}+2\,O_{3}\ \to \ 2\,XeO_{6}^{4-}+2\,O_{2}}}}.